# ラスト・アクション・ヒーロー
『ラスト・アクション・ヒーロー』（Last Action Hero）は、1993年に公開されたアーノルド・シュワルツェネッガー主演のアメリカ映画、ファンタジーアクション映画。
日本版のポスター等でのキャッチコピーは、「『T2』から2年。この夏、シュワルツェネッガーが、やる!」。

## ストーリー
寂れた映画館「パンドラ劇場」に入り浸る映画好きの少年ダニー（オースティン・オブライエン）は、アーノルド・シュワルツェネッガー主演のアクション映画『ジャック・スレイター』シリーズの大ファン。
ある日、親しい映写技師ニックの特別な計らいで、『ジャック・スレイター』シリーズ最新作の試写をひとりで鑑賞できることとなったダニー。喜び勇む彼に、ニックは彼が子供の頃、魔術師からもらったという「魔法のチケット」を手渡す。ニック曰く、それは「異次元へのパスポート」なのだという。
チケットの半券を手にしたダニーが『ジャック・スレイター』最新作を観ている最中、悪役が投げたダイナマイトが突如スクリーンから飛び出し、逃げようとしたダニーは眩い光に包まれる。彼が気がつくと、そこはたった今スクリーンで観ていたはずのジャック・スレイター（アーノルド・シュワルツェネッガー）が運転する車の中であった。

## 登場人物
ダニー・マディガン
本作の主人公の小学生。映画鑑賞が大好きでシュワルツェネッガー主演のアクション映画『ジャック・スレイター』の大ファン。ニューヨークに住んでいる。父を早くに亡くした母子家庭であり、母はPTAの役員をしながら、夜も働きに出ている。現実的に勇気がある性格とは言えないが、ニックの映画館に入り浸っており、学校をサボタージュして映画を観に行ったり、退屈な授業中に映画の世界を夢想するクセがある。映写技師のニックから魔法のチケットを貰ったことで、映画『ジャック・スレイター』の世界に入り、大冒険することになる。
ニック
ダニーの友人の老映写技師。『ジャック・スレイター4』の映写テストにダニーを招待する。若い頃に父親の紹介で、後に映画館になる劇場で働き始め、現在に至る。高名なマジシャンがその劇場で公演した際に、楽屋で魔法のチケットを貰い、長い間ずっと持ち続けていた。

### 『ジャック・スレイター』のキャラクター
ジャック・スレイター
本作のシュワルツェネッガー主演の劇中劇『ジャック・スレイター』シリーズの主人公。映画の中のロサンゼルス市警の刑事。豪快で悪に敢然と立ち向かう正義のヒーローだが、痛快なアクション映画の主人公であるが故に、いつ死んでもおかしくないような事件ばかり任されている事に悩んでいるなど命知らずではない。また、『ジャック・スレイター3』において、息子を悪役のリッパーに殺されている。ロックとジョークが好きだが、魔法のチケットの力で現実世界へ来た際には、生まれて初めて聴いたモーツァルトのクラシック音楽に感激するといった意外な一面を見せる。決め台詞は「Big Mistake（そいつは大間違いだ）!」
ベネディクト
『ジャック・スレイター4』の悪役。トニー・ビバルディが雇った世界一の殺し屋。片目が義眼で、TPOに応じてさまざまな義眼を使い分けている。白いスーツを身に纏い、知的でキザな語り口で話すのが特徴。雇い主のビバルディが言い間違いをするたびに陰口を叩いている。現実世界からやってきたダニーのチケットの半券を偶然手に入れ、その不思議な力を知ったことで、現実世界でスレイター役を演じるシュワルツェネッガーの抹殺を企む。ダニーを怪しんでスレイター邸をいち早く襲撃する、用済みとなったビバルディを見限って射殺する、弾切れを起したフリをして相手を油断させるといった知能的かつ抜け目ない戦術を使う。
トニー・ビバルディ
ロサンゼルスの麻薬取引を牛耳るマフィアのボス。別のファミリーと手を組んだと見せかけ、敵のファミリーを一網打尽にしようと企む。慣用句やことわざを言い間違えたり、くだらないジョークを言うため、ベネディクトからは「歴史的馬鹿者」と見限られ射殺されてしまった。
リッパー（演：トム・ヌーナン）
『ジャック・スレイター3』の悪役。殺人鬼で切り裂き魔の異名を持つ。黄色いレインコートと得物である斧が特徴。ジャックスレイター3のラストでスレイターに撃たれ立てこもっていた小学校の屋上から転落するが、そのときスレイターの息子を道連れにする。ベネディクトに映画の世界から現実の世界へ連れて来られ、シュワルツェネッガーを抹殺しようとする。演ずるトム・ヌーナンは現実世界の場面でもリッパー役の俳優として、素顔で登場しており、リッパーと顔を合わせるシーンもある。
デッカー警部補
スレイターの上司。スレイターが行う捜査の後始末が頭痛の種となっている。そのため2人は犬猿の仲に見えるが、本心は頼りにしており、スレイターも彼を友人と思っている。スレイターを怒鳴るのが日課のような物で、その大声はオフィスのガラス窓を破壊するほど。
ジョン・プラクティス（演：F・マーリー・エイブラハム）
FBI捜査官。しかし、裏ではマフィアと結託し、トニー・ビバルディの計画に加担する。ダニーはエイブラハムがサリエリ役を演じた『アマデウス』(1984年)を観たことがあるらしく、「モーツァルトを殺した男だから信用しないほうが良い」とスレイターに忠告していた。
ホイットニー・スレイター
ジャック・スレイターの娘。武術の心得があり、さらにはAK-47の分解掃除が出来たりと破天荒な一面がある女性。父のジャックは「何故普通のお嬢さんになってくれない？」とぼやいていた。
演じたのはブリジット・ウィルソンだが、本作ではメルディスという女優が演じたことになっている。
市長（演：ティナ・ターナー）
ロサンゼルス市長。
『ジャック・スレイター』シリーズの世界のシルヴェスター・スタローン
『ターミネーター2』(1991年)のパロディポスターとして登場。アーノルド・シュワルツェネッガーが存在しない、映画『ジャック・スレイター』の世界では、スタローンがターミネーター（T-800）を演じたことになっている。
ウィスカーズ
スレイターの同僚で、カートゥーン調で描かれた猫の刑事。陽気で、相棒に選ばれた女刑事の尻を触ったりするおちゃらけた性格。アニメアニメの猫が人と会話し、人間同様に生活している様を見て、ダニーはスレイター達にこの世界（『ジャック・スレイター』の世界）は映画の中であると語るが、誰も信じなかった。後にビバルディの罠に掛ったスレイターとダニーを救った。

### その他の映画のキャラクター
『第七の封印』
1957年の映画作品。市中の映画館で、たまたまリバイバル上映されていた。
死神
魔法のチケットの力で、映画『第七の封印』の中から現実世界に抜け出てきてしまう。危機に瀕したダニーに重要な忠告を行う。
『ターミネーター2』
1991年の映画作品。アーノルド・シュワルツェネッガー主演の映画作品。
T-1000（演：ロバート・パトリック）
『ジャック・スレイター4』にカメオ出演。『ターミネーター2』劇中で擬態した警察官の格好。
『氷の微笑』
1992年の映画作品。
キャサリン・トラメル（演：シャロン・ストーン）
『ジャック・スレイター4』にカメオ出演。『氷の微笑』劇中の取り調べシーンと同じ服装。
ハンフリー・ボガート
白黒映画からのはめ込み合成で、『ジャック・スレイター4』にカメオ出演。
『ハムレット』
1948年の映画作品。ダニーが映画鑑賞の授業で観た映画作品。ダニーはその映画に退屈して、空想の中で筋書きを変え、スレイターが主役のアクション劇にしてしまう。
ハムレット（演：ローレンス・オリヴィエ）
『ハムレット』に登場。この映画の授業で先生役を務めているのは、ローレンスの最後の妻ジョーン・プロウライトである。この映画を「He is, in fact, one of the first action heroes.」と解説している。

### 現実世界の著名人
アーノルド・シュワルツェネッガー
『ジャック・スレイター4』のプレミアショーに主役として来場。インタビューアーに対して新作の魅力を語るが、だんだん話が逸れてしまい自身の経営するレストランの宣伝の話になってしまうのがお決まりのようである。映画の世界から出てきたリッパーに暗殺されそうなった際、自身と瓜二つのジャック・スレイターと対面し、全く驚きもせずそっくりさんだと信じ込んでいた。かなりの能天気。
マリア・シュライヴァー
シュワルツェネッガーの妻。レストランの宣伝等、ベラベラと無駄話をしないよう彼に釘を刺している。
M.C.ハマー
プレミアショーにて、すれ違い様にジャック・スレイターをシュワルツェネッガーと勘違いして話し掛け、「映画『ジャック・スレイター』のサントラは俺に任せろ」と意気込んだ。
リトル・リチャード
映画『ジャック・スレイター』を楽しみにしていると語った。
ジャン＝クロード・ヴァン・ダム
同じアクション派として、映画『ジャック・スレイター』は「見逃せないね」と語った。
ジェームズ・ベルーシ
「シュワルツェネッガーのファンじゃない」と、興味なさそうにコメントしていた。
トム・ヌーナン
『ジャック・スレイター3』の敵、リッパーを演じた俳優。プレミアショーに集まったマスコミ陣が映画の世界からやって来たリッパーをトム本人だと勘違いしていたため、当の本人が素顔にタキシード姿で現れるとみんな戸惑っていた。その為本人もインタビューアーの反応にわけがわからない様子だった。
チェビー・チェイス
プレミアショーの会場で歩いているところを、シュワルツェネッガー暗殺の阻止に駆け付けたジャック・スレイターに背後から押し飛ばされる。

## キャスト
| 役名                           | 俳優                             | 日本語吹替        | 日本語吹替                          | 日本語吹替                                 |
| 役名                           | 俳優                             | ソフト版          | フジテレビ版                        | テレビ朝日版                               |
| ------------------------------ | -------------------------------- | ----------------- | ----------------------------------- | ------------------------------------------ |
| ジャック・スレイター / 本人役  | アーノルド・シュワルツェネッガー | 玄田哲章          | 大塚明夫                            | 玄田哲章                                   |
| ダニー・マディガン             | オースティン・オブライエン       | 亀井芳子          | 野沢雅子                            | 浅野まゆみ                                 |
| ベネディクト                   | チャールズ・ダンス               | 小川真司          | 江原正士                            | 菅生隆之                                   |
| ニック                         | ロバート・プロスキー             | 石森達幸          | 富田耕生                            | 阪脩                                       |
| 切り裂き魔リッパー / 本人役    | トム・ヌーナン                   | 千田光男          | 広瀬正志                            | 牛山茂                                     |
| デッカー警部補                 | フランク・マクレー               | 内海賢二          | 中庸助                              | 池田勝                                     |
| トニー・ビバルディ             | アンソニー・クイン               | 中庸助            | 森山周一郎                          | 村松康雄                                   |
| ホイットニー・スレイター       | ブリジット・ウィルソン           | 松井菜桜子        | 水谷優子                            | 石塚理恵                                   |
| ジョン・プラクティス           | F・マーリー・エイブラハム        | 麦人              | 若本規夫                            | 稲葉実                                     |
| アイリーン・マディガン         | マーセデス・ルール               | 小宮和枝          | 金野恵子                            | 宮寺智子                                   |
| フランク                       | アート・カーニー                 | 峰恵研            | 村松康雄                            | 峰恵研                                     |
| 死神                           | イアン・マッケラン               | 麦人              | 加藤精三                            | 水野龍司                                   |
| ベネディクトの執事             | プロフェッサー・トオル・タナカ   | 島香裕            | 亀井三郎                            | 北川勝博                                   |
| ダニーの学校の教師             | ジョーン・プロウライト           | 竹口安芸子        | 麻生美代子                          | なし                                       |
| ルーキー                       | ノア・エメリッヒ                 | 星野充昭          | 中田和宏                            | 吉田孝                                     |
| スキージー                     | ジェフリー・ブレア               | 石田彰            | 石田彰                              | なし                                       |
| リッパーのエージェント         | リック・ダコマン                 | 稲葉実            | 藤本譲                              | 大川透                                     |
| アンドリュー・スレイター       | ライアン・トッド                 |                   | 小桜エツ子                          |                                            |
| チンピラ                       | パトリック・フラナガン           | 中田和宏          | 柴本浩行                            | なし                                       |
| トレーリ                       | マイケル・V・ガッツォ            | 峰恵研            | 亀井三郎                            |                                            |
| ラットクリフ                   | コリーン・キャンプ               | 磯辺万沙子        | 滝沢ロコ                            |                                            |
| ウィスカーズ                   | ダニー・デヴィート（声）         | 立木文彦          | 田の中勇                            | 大川透                                     |
| カメオ出演                     |                                  |                   |                                     |                                            |
| M.C.ハマー                     | M.C.ハマー                       | 立木文彦          | 立木文彦                            | 遠藤純一                                   |
| リトル・リチャード             | リトル・リチャード               | 辻親八            | 立木文彦                            | なし                                       |
| マリア・シュライヴァー         | マリア・シュライヴァー           | 田中敦子          | 堀越真己                            | 渡辺美佐                                   |
| 市長                           | ティナ・ターナー                 | 磯辺万沙子        | 津野田なるみ                        |                                            |
| ジェームズ・ベルーシ           | ジェームズ・ベルーシ             | 西村知道          | 村松康雄                            | 村松康雄                                   |
| チェビー・チェイス             | チェビー・チェイス               | 田原アルノ        | 中庸助                              | 田原アルノ                                 |
| ジャン＝クロード・ヴァン・ダム | ジャン＝クロード・ヴァン・ダム   | 中田和宏          | 若本規夫                            | 中田和宏                                   |
| クリス・コネリー               | クリス・コネリー                 | 星野充昭          | 辻親八                              | 吉田孝                                     |
| リーザ・ギボンズ               | リーザ・ギボンズ                 | 松井菜桜子        | 竹口安芸子                          |                                            |
| T-1000                         | ロバート・パトリック             |                   |                                     |                                            |
| キャサリン・トラメル           | シャロン・ストーン               |                   |                                     |                                            |
| シルヴェスター・スタローン     |                                  |                   |                                     |                                            |
| ハムレット                     | ローレンス・オリヴィエ           | 田原アルノ        | 中田和宏                            | なし                                       |
| ハンフリー・ボガート           | ハンフリー・ボガート             |                   |                                     | なし                                       |
| 役不明又はその他               | N/A                              | 木藤聡子          |                                     | 池本小百合 石井隆夫 朴璐美 藤貴子 清水敏孝 |
| 日本語版スタッフ               |                                  |                   |                                     |                                            |
| 演出                           | N/A                              | 伊達康将          | 左近允洋                            | 伊達康将                                   |
| 翻訳                           | N/A                              | 木原たけし        | 鈴木導                              | 徐賀世子                                   |
| 調整                           | N/A                              | 荒井孝            | 飯塚秀保                            | 宇田川享子                                 |
| 効果                           | N/A                              |                   | VOX                                 | サウンド ボックス                          |
| 脚色                           | N/A                              |                   | 松崎広幸                            |                                            |
| 編集協力                       | N/A                              |                   |                                     | IMAGICA 永吉敬文                           |
| 制作協力                       | N/A                              |                   |                                     | ViViA 清宮正希                             |
| 担当                           | N/A                              | 神部宗之 菊地由香 | 山形淳二                            |                                            |
| プロデューサー                 | N/A                              | 吉岡美惠子        |                                     | 清水祐美 圓井一夫                          |
| 制作                           | N/A                              | 東北新社          | グロービジョン                      | 東北新社                                   |
| 初回放送                       | N/A                              |                   | 1996年5月4日 『ゴールデン洋画劇場』 | 2001年3月11日 『日曜洋画劇場』             |

- ソニー・ピクチャーズ エンタテインメント発売の「吹替洋画劇場」シリーズ 第4弾「コロンビア映画90周年記念『ラスト・アクション・ヒーロー』デラックス エディション」Blu-rayには、既存の本編ディスクとは別に、HDマスターの映像を使用してフジテレビ版（約117分）とテレビ朝日版（約94分）の吹き替え版を収録した特典ディスクが付属する[11]。

## スタッフ
- 監督：ジョン・マクティアナン
- 製作：スティーヴ・ロス、ジョン・マクティアナン
- 製作総指揮：アーノルド・シュワルツェネッガー
- 原案：ザック・ペン、アダム・レフ
- 脚本：デヴィッド・アーノット、シェーン・ブラック
- 撮影：ディーン・セムラー
- 音楽：マイケル・ケイメン
- 視覚効果:ソニー・ピクチャーズ・イメージワークス、インダストリアル・ライト&マジック、ボス・フィルム

## 製作

### 企画と脚本
本作は、シェーン・ブラックのような典型的なアクション映画の脚本をパロディ化することを目指して、ザック・ペンとアダム・レフによるオリジナル脚本として企画されたが、皮肉なことにスタジオがブラックにこの脚本を書き直させたとペンは述懐している。元々の脚本の内容は最終的な作品とは大きく異なり、ネット上で広く読むことができる。ハリウッドのアクション映画のパロディであることに変わりはないが、ほとんど映画の世界を舞台に、主人公が見せる無益な暴力の連鎖と、それが周囲の人々に与える影響に大きく焦点を当てた作品となっていた。脚本の大幅な変更により、ペンとレフは最終的に本作のストーリーにクレジットされたが、脚本にはクレジットされなかった。
他にもキャリー・フィッシャー、ラリー・ファーガソン、ウィリアム・ゴールドマンなど、複数の脚本家がクレジットされないまま脚本を担当したペンとレフは、魔法のゴールデンチケットのアイデアを含め、最終的な映画のさまざまな部分を嫌った。彼らの草案では、ダニーがどうやって映画の世界に飛ばされたかを説明しないことになっていた。

## 作品の評価

### 映画批評家によるレビュー
本作は批評家たちから様々な評価を受けた。Rotten Tomatoesでは、51のレビューに基づく支持率は39％、平均評価は5.1/10である。同サイトの批評家コンセンサスは、「ラスト・アクション・ヒーローは、大予算のアクション・パロディに必要なほとんどの要素を備えているが、その散漫なトーンと不均一な構成は、混乱と混沌をもたらすだけである。」と書かれている。Metacriticでは、19人の批評家による加重平均スコアが100点満点中44点であり、「まちまちの評価または平均評価」を示している。CinemaScoreによる観客の投票（A+からF）では平均「C+」の評価を得た。
ロジャー・エバート氏は、この映画に4点満点中2.5点をつけ、本作は面白い場面もあったが、「考え抜かれた映画というより、明るいアイデアのように見える。ウディ・アレンの『カイロの紫のバラ』(1985年)のように観客とスクリーンの間の謎を呼び起こすこともなく、多くの時間は単にスクリーンの中だけが扱われている。」と述べた。ヴィンセント・キャンビーは、この映画を「2時間の『サタデー・ナイト・ライブ』のスケッチ」に例え、「何か混乱したものだが、随所で楽しめるもの」と評した。

## その他
- 本作は宣伝の一環として、NASAの無人ロケットにタイトルを記載して打ち上げた。この宣伝には50万ドルの費用を要したという。
- 日本での映画公開に先駆け、プロモーションの一環として、コロコロコミックに読み切り漫画が掲載された。内容は、映画の登場人物が日本の映画館に実体化するという漫画オリジナルのもの。
- 初代エスティマがギャングの愛車としてカーチェイスのシーンに登場する。